# یواس‌اس سویرو (ام‌اس‌او-۴۹۵)
یواس‌اس سویرو (ام‌اس‌او-۴۹۵) (به انگلیسی: USS Swerve (MSO-495)) یک کشتی بود که طول آن ۱۷۲ فوت (۵۲ متر) بود. این کشتی در سال ۱۹۵۵ ساخته شد.